# Troizkoje (Kalmückien)
Troizkoje (russisch Тро́ицкое, kalmückisch Булһн селән) ist ein Dorf (selo) in der Republik Kalmückien in Russland mit 11.943 Einwohnern (Stand 14. Oktober 2010).

## Geographie
Der Ort liegt im Südteil der Jergenihügel, gut 10 km Luftlinie nördlich der Republikhauptstadt Elista. Er befindet sich an einem kleinen, zeitweilig wasserführenden Flusslauf, der gut 10 km östlich in den Jaschkul mündet, Hauptzufluss des abflusslosen Dejed-Chulsun-Sees.
Troizkoje ist Verwaltungszentrum des Rajons Zelinny sowie Sitz und einzige Ortschaft der Landgemeinde Troizkoje selskoje posselenije. Knapp zwei Drittel der Einwohner sind Kalmücken, ein gutes Viertel Russen. Nach den Städten Elista und Lagan ist Troizkoje die nach Einwohnern drittgrößte Ortschaft der Kalmückiens.

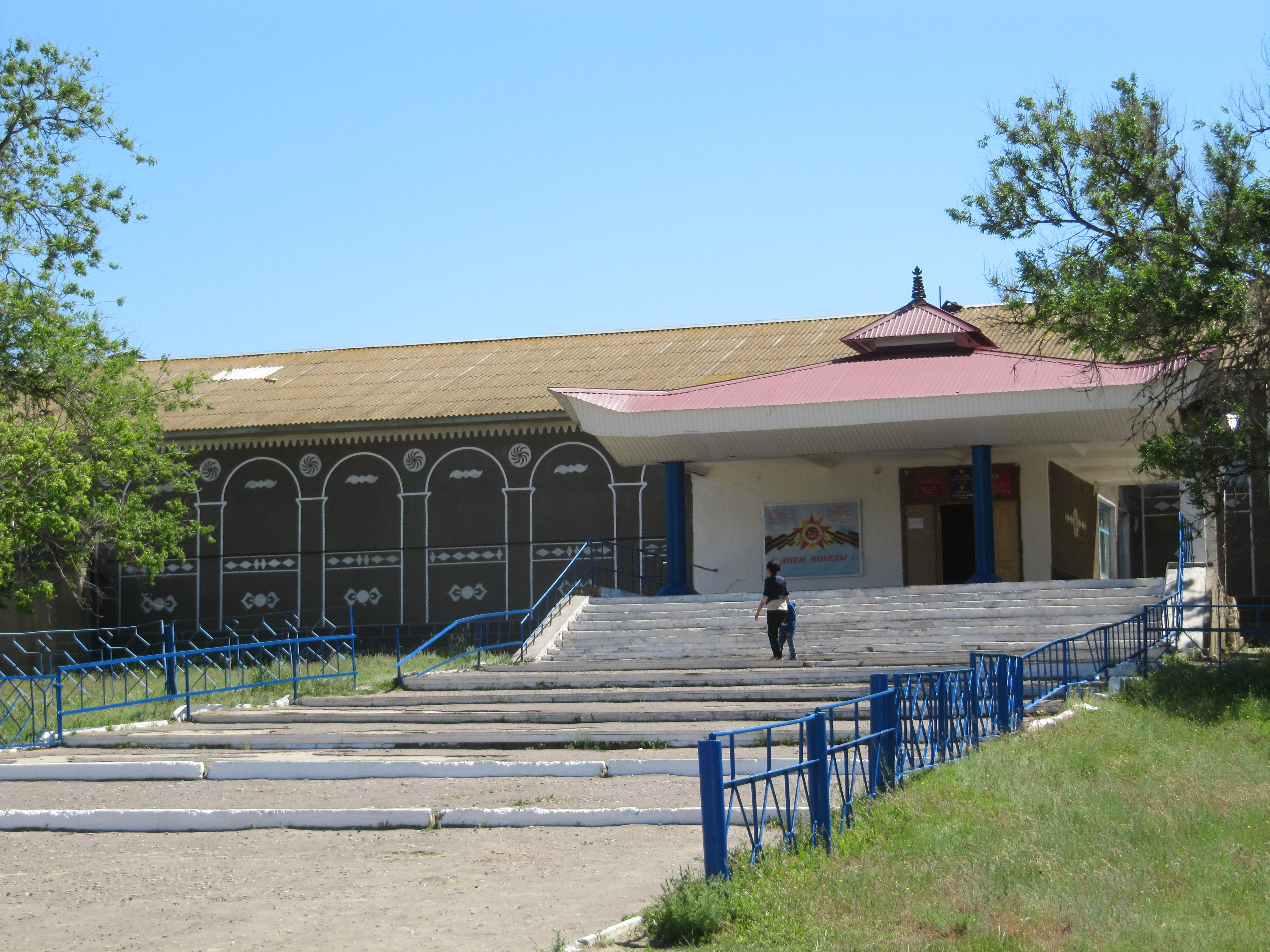
Kulturhaus und Bibliothek
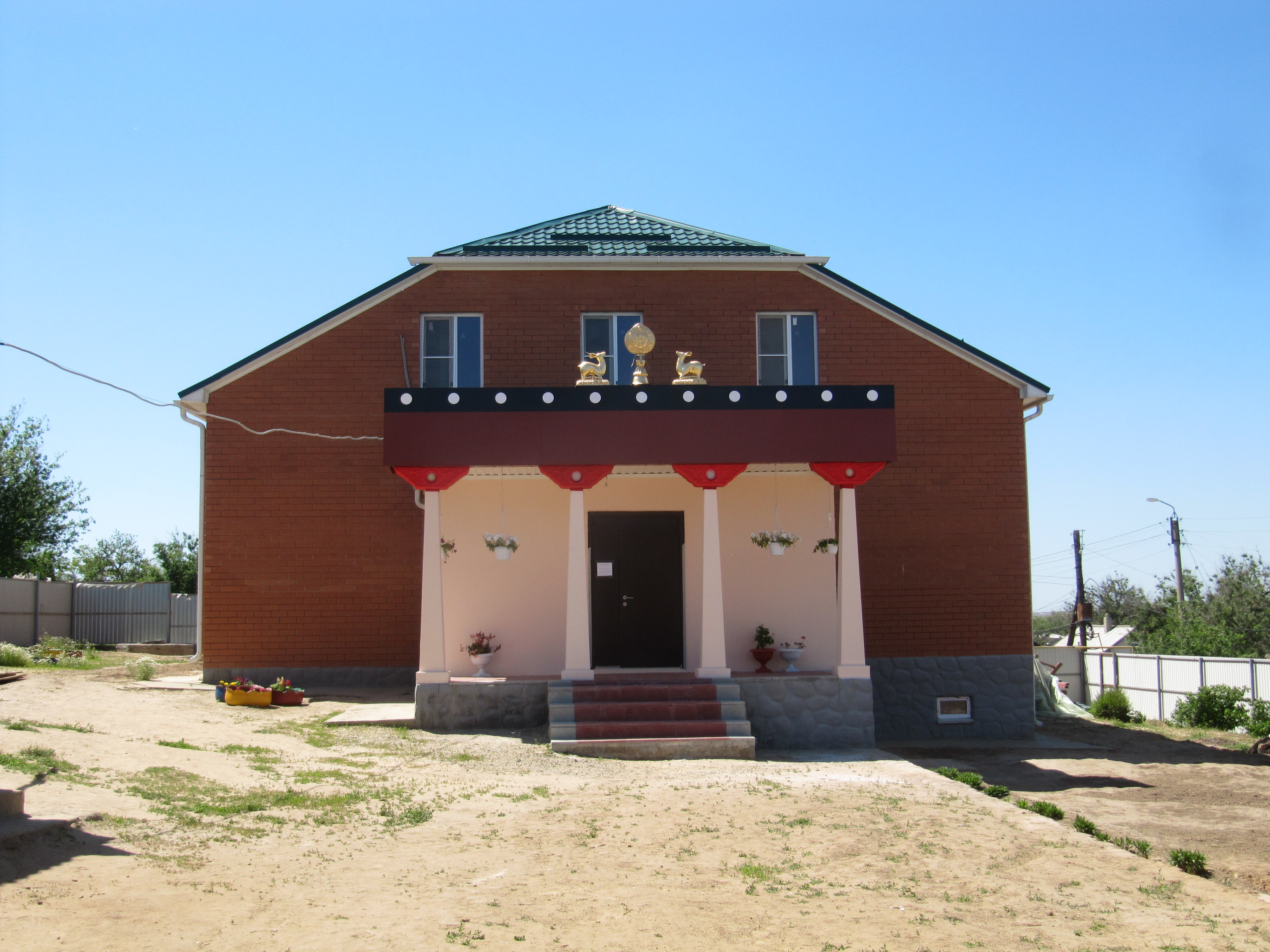
Buddhistischer Tempel (Churul)
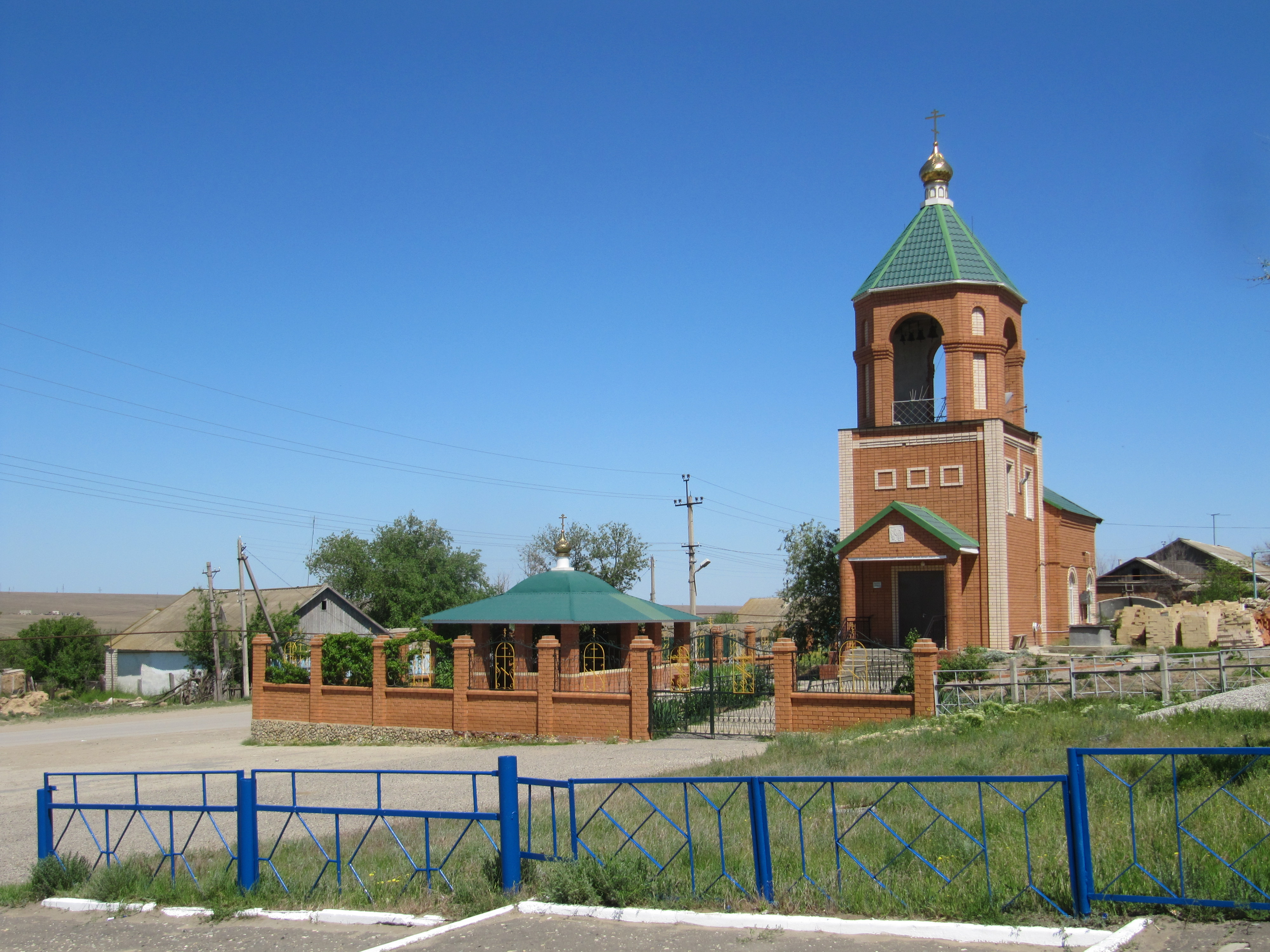
Neue Dreifaltigkeitskirche
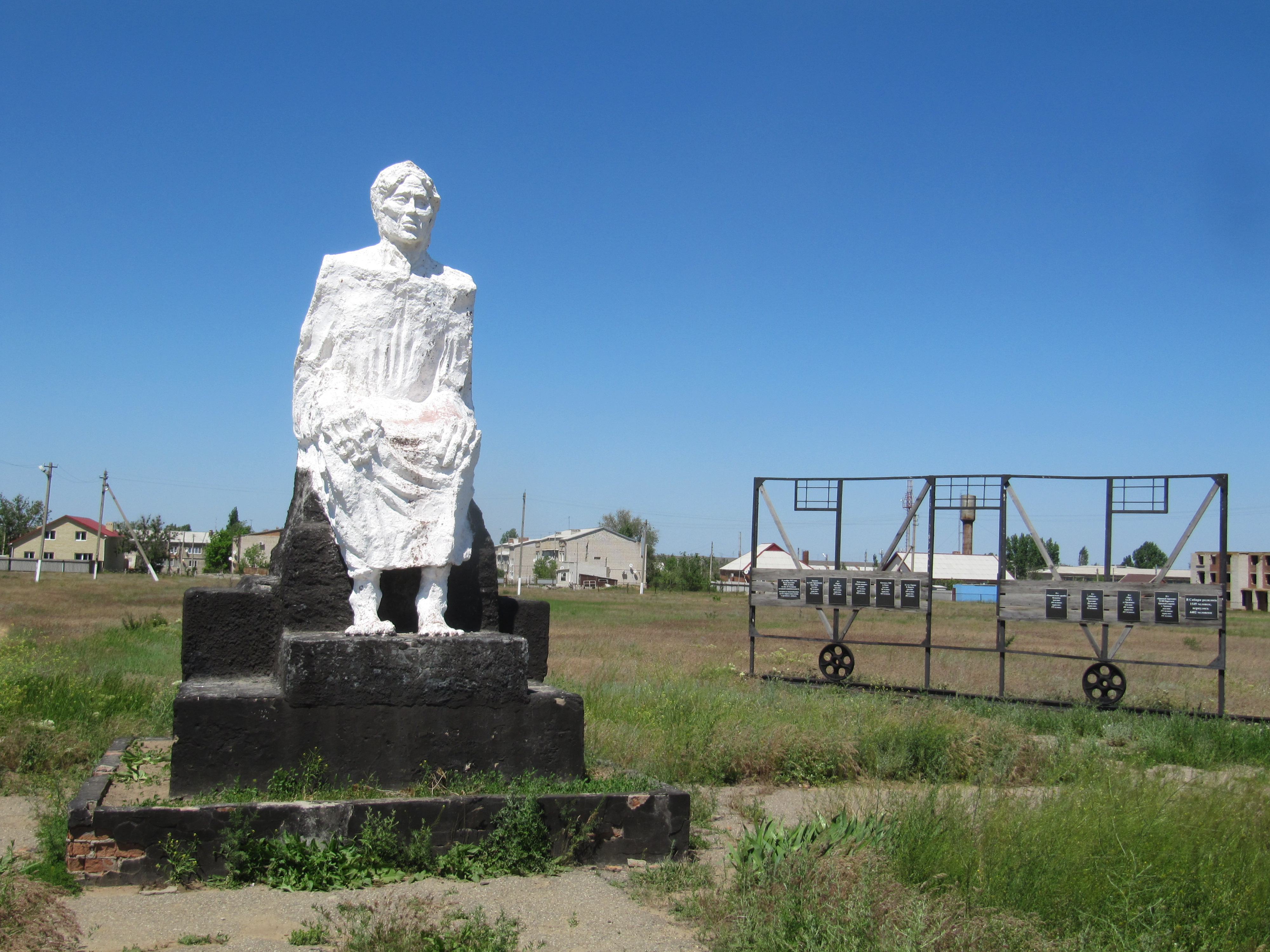
Memorial für die Opfer der Deportation der Kalmücken
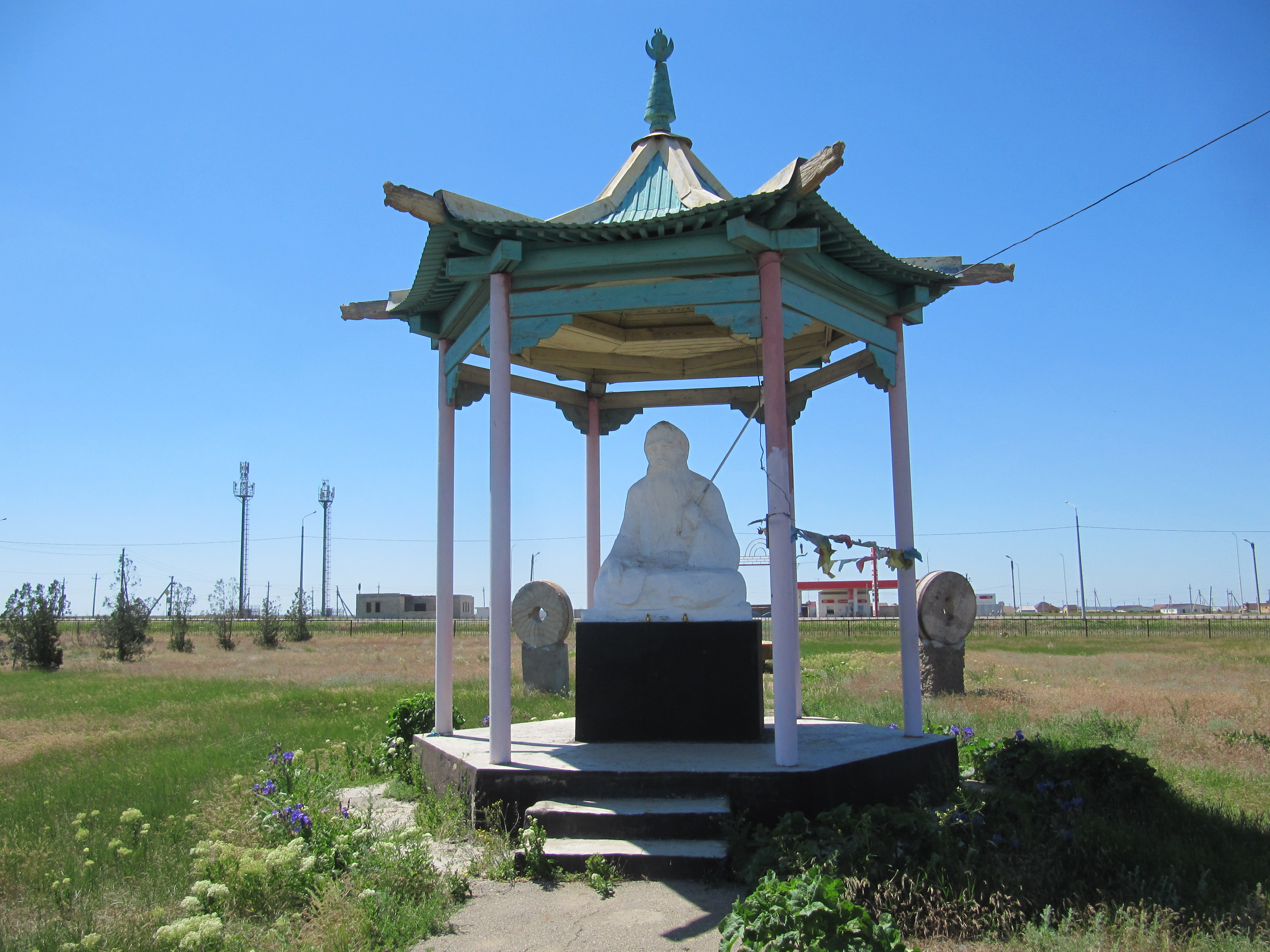
Der weiße Alte

## Geschichte
Der Ort wurde 1862 von russischen Umsiedlern aus dem Gouvernement Woronesch unweit eines kalmückischen Winterlagers gegründet. Der Name ist abgeleitet von Troiza, russische für Heilige Dreifaltigkeit, der auch eine heute nicht mehr existierende Holzkirche geweiht war, die dorthin aus dem gleichnamigen Dorf im Gouvernement Woronesch umgesetzt wurde.
Am 24. Januar 1938 wurde Troizkoje Verwaltungssitz des nach ihm benannten Troizki rajon (Ulus) der Kalmückischen Autonomen Oblast. Während des Deutsch-Sowjetischen Krieges war das Dorf von Sommer bis Ende 1942 durch die deutsche Wehrmacht besetzt. Nach der Auflösung der Autonomen Oblast und der Deportation der kalmückischen Bevölkerung wurde die Rajonverwaltung in das in Stepnoje umbenannte Elista verlegt, und der Rajon erhielt den Namen Stepnowski.
Mit der Wiederherstellung der kalmückischen Autonomie am 12. Januar 1957 (ab 1958 als Kalmückische ASSR) wurde Troizkoje erneut Zentrum eines Rajons unter der neuen Bezeichnung Zelinny, von russisch zelina für Neuland.

### Bevölkerungsentwicklung
| Jahr | Einwohner |
| ---- | --------- |
| 1939 | 1.981     |
| 1959 | 2.450     |
| 1970 | 5.362     |
| 1979 | 6.469     |
| 1989 | 8.717     |
| 2002 | 10.298    |
| 2010 | 11.943    |

Anmerkung: Volkszählungsdaten

## Verkehr
Troizkoje liegt an der Zweigstrecke Wolgograd – Elista der föderalen Fernstraße R22 Kaspi (ehemals M6), deren Hauptroute Kaschira bei Moskau mit Astrachan verbindet. In Elista befindet sich die nächstgelegene Bahnstation, Endpunkt einer Strecke von Kropotkin (Kawkasskaja) über Palagiada bei Stawropol (gegenwärtig nur Güterverkehr, Stand 2013).